# HRASLS2
HRASLS2 (англ. HRAS like suppressor 2) – білок, який кодується однойменним геном, розташованим у людей на 11-й хромосомі. Довжина поліпептидного ланцюга білка становить 162 амінокислот, а молекулярна маса — 17 394.
| 10         |  | 20         |  | 30         |  | 40         |  | 50         |
| ---------- |  | ---------- |  | ---------- |  | ---------- |  | ---------- |
| MALARPRPRL |  | GDLIEISRFG |  | YAHWAIYVGD |  | GYVVHLAPAS |  | EIAGAGAASV |
| LSALTNKAIV |  | KKELLSVVAG |  | GDNYRVNNKH |  | DDRYTPLPSN |  | KIVKRAEELV |
| GQELPYSLTS |  | DNCEHFVNHL |  | RYGVSRSDQV |  | TGAVTTVGVA |  | AGLLAAASLV |
| GILLARSKRE |  | RQ         |  |            |  |            |  |            |

A: Аланін

C: Цистеїн

D: Аспарагінова кислота

E: Глутамінова кислота

F: Фенілаланін

G: Гліцин

H: Гістидин

I: Ізолейцин

K: Лізин

L: Лейцин

M: Метіонін

N: Аспарагін

P: Пролін

Q: Глутамін

R: Аргінін

S: Серин

T: Треонін

V: Валін

W: Триптофан

Кодований геном білок за функціями належить до трансфераз, гідролаз, ацилтрансфераз. 
Задіяний у таких біологічних процесах, як метаболізм ліпідів, деградація ліпідів. 
Локалізований у цитоплазмі, мембрані.